# Fadet des Balkans
Coenonympha rhodopensis
Espèce
Statut de conservation UICN

 LC  : Préoccupation mineure
Le Fadet des Balkans (Coenonympha rhodopensis) est un papillon appartenant à la famille des Nymphalidae à la sous-famille des Satyrinae et au genre  Coenonympha.

## Dénomination
Coenonympha rhodopensis a été nommé par Henry John Elwes en 1900.
Est une espèce à part entière après avoir été considérée comme une sous-espèce de Coenonympha tullia.

### Noms vernaculaires
Le Fadet des Balkans se nomme Eastern Large Heath en anglais.

## Description
Ce petit papillon de couleur jaune orangé présente de discrets ocelles foncés aveugles, un à l'apex des antérieures, une ligne d'ocelles vestigiaux sous forme de petits points aux postérieures.
Le revers est aux antérieures de la même couleur jaune orangé avec à l'apex un ocelle noir pupillé de blanc cerclé de jaune et d'autres ocelles dont aux postérieures de couleurs grisée une ligne de points postdicaux et une tache claire en e4 et e5.

## Biologie

### Période de vol et hivernation
Il vole en une génération, de mi juin à fin juillet.

### Plantes hôtes
Ses plantes hôtes sont des graminées.

## Écologie et distribution
Il est présent sous forme de petits isolats en Italie, Slovénie, Croatie, Serbie, Macédoine, Roumanie, Bulgarie, Albanie et dans le nord de la Grèce,.

### Biotope
Il réside dans des lieux herbus, des prairies subalpines.

### Protection
Pas de statut de protection particulier.